# Tejeda
Ne doit pas être confondu avec Tejada.
Tejeda est une commune de la communauté autonome des Îles Canaries en Espagne. Elle est située dans la région montagneuse au centre de l'île de Grande Canarie dans la province de Las Palmas. Tejeda appartient à l'association Les Plus Beaux Villages d'Espagne.

## Géographie

### Localisation
Avec les territoires des communes de San Bartolomé de Tirajana et Vega de San Mateo, Tejeda accueille le pic de las Nieves qui, avec 1 949 m d'altitude, est le point culminant de l'île.

Localisation de l'île de Grande Canarie dans les Îles Canaries.
Localisation de Tejeda dans l'île de Grande Canarie.

| Artenara                | Valleseco |                           |
| La Aldea de San Nicolás | Tejeda    | Vega de San Mateo         |
|                         | Mogán     | San Bartolomé de Tirajana |

### Villages de la commune
- La Culata
- El Carrizal
- El Juncal
- El Toscón
- El Rincón
- El Roque
- Peña Rajada
- Juán Gómez
- La Crucita
- La Higuerilla
- El Chorrillo
- El Espinillo
- Timagada
- La Degollada
- La Solana
- La Tosca
- El Majuelo
- El Fondillo
- Lomo de Los Santos
- Lomito de las Lajas
- Casas del Lomo
- La Casa de la Huerta
- La Cruz Blanca
- Cuevas Caídas

### Transports
- Route Las Palmas–La Aldea de San Nicolás, rue vers Artenara et rue vers San Bartolomé de Tirajana et Maspalomas

## Démographie
| Année | Population | Densité       |
| ----- | ---------- | ------------- |
| 1991  | 2 610      | 22,86 hab/km2 |
| 1996  | 2 552      | 24,71 hab/km2 |
| 2001  | 2 400      | 23,3 hab/km2  |
| 2002  | 2 402      | 23,25 hab/km2 |
| 2003  | 2 351      | 22,76 hab/km2 |
| 2004  | 2 374      | 22,73 hab/km2 |
| 2006  | 2 286      | 22,13 hab/km2 |
| 2007  | 2 239      | 21,16 hab/km2 |
| 2009  | 2 164      | 20,95 hab/km2 |

## Patrimoine

### Sites naturels

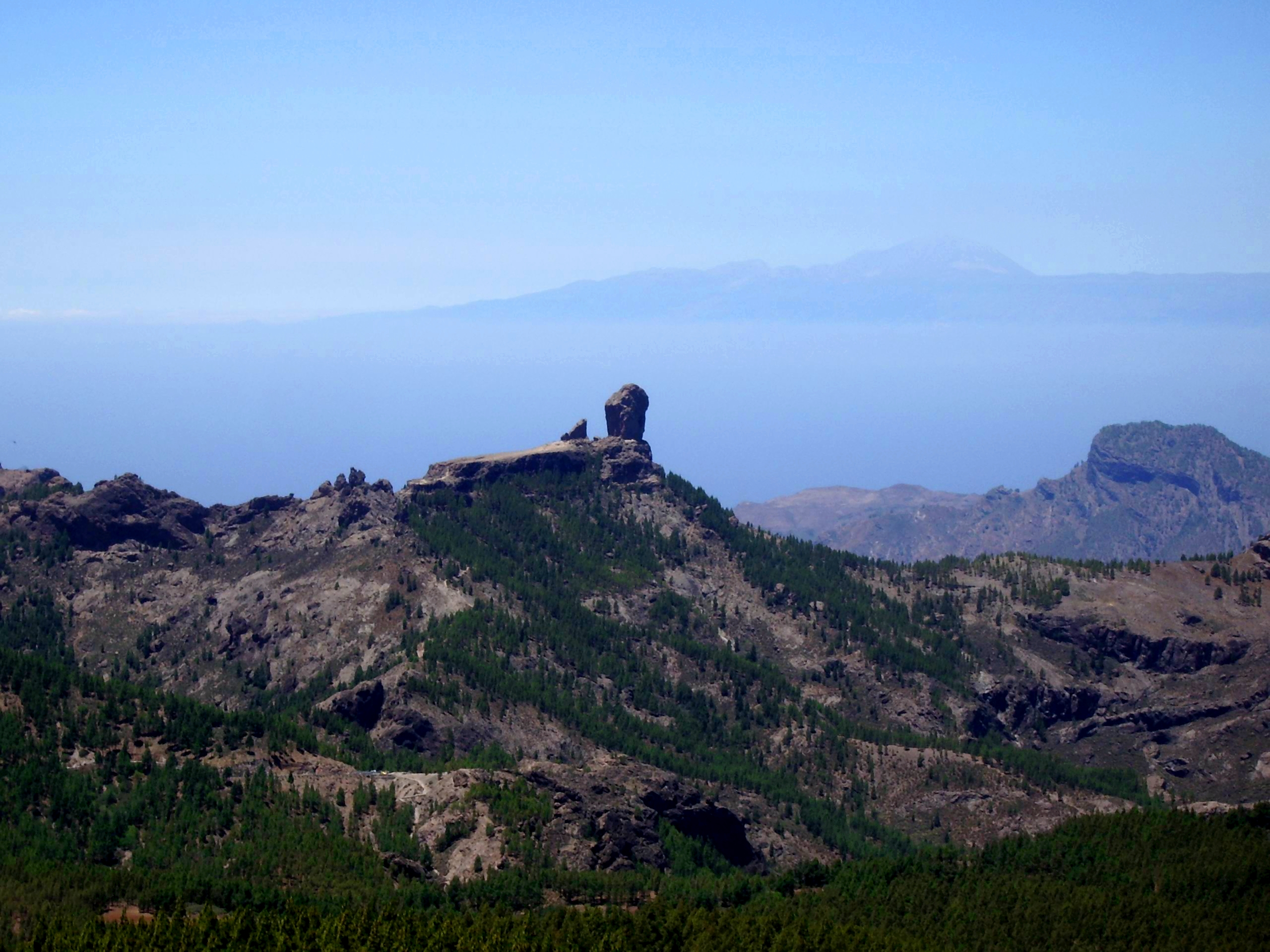
Roque Nublo (1813 m) et au fond le Teide, sur l'île de Tenerife.

- Pic de las Nieves
- Roque Nublo

## Personnalités de la commune
- Miguel de Unamuno (1864-1936), écrivain espagnol.

## Des maisons rurales
- Casa Rural Bentayga: Disponibilité, information et réservations